# ولچ (اکلاهما)
ولچ(به انگلیسی: Welch) شهری در ایالت اکلاهما کشور ایالات متحده آمریکا است که جمعیت آن در سرشماری سال ۲۰۱۰ میلادی، ۶۱۹ نفر بوده‌است.